# Jackie Lane (Schauspielerin)
Jackie Lane (* 10. Juli 1941 in Manchester, England; † 23. Juni 2021) war eine britische Schauspielerin.

## Leben
Zunächst trat Lane als Jackie Lenya in verschiedenen Fernsehproduktionen auf. Unter anderem hatte sie Auftritte in den Fernsehserien Compact und Coronation Street. Außerdem war sie in verschiedenen Theaterstücken zu sehen. 1963 bewarb sich Lane für die Rolle der Susan Foreman in der britischen Fernsehserie Doctor Who. Sie wollte jedoch keinen längerfristigen Schauspieljob haben und entschied sich nicht an den weiteren Castingrunden teilzunehmen. Zwei Jahre später ging Lane erneut zum Casting Doctor Who. Sie bekam die Rolle der Dodo, einer Begleiterin des ersten Doktors. Diese spielte sie in 19 Folgen der Fernsehserie. Jedoch entschieden die Produzenten Dodo nicht weiter in der Serie auftreten zu lassen. Lane musste die Serie verlassen. Eine richtige Abschiedszene bekam ihre Figur nicht. Nach Doctor Who führte Lane ihre eigene Synchronisationsagentur. 2013 wurde mit Ein Abenteuer in Raum und Zeit ein Film über die ersten Jahre von Doctor Who gedreht. Lane wurde von Sophie Holt dargestellt.

## Filmografie
- 1962: The Caucasian Chalk Circle (Fernsehserie, 3 Folgen)
- 1963: Compact (Fernsehserie, 9 Folgen)
- 1964: Coronation Street (Fernsehserie, 1 Folge)
- 1964: The Protectors (Fernsehserie, 1 Folge)
- 1964–1965: The Villains (Fernsehserie, 2 Folgen)
- 1966: Doctor Who (Fernsehserie, 19 Folgen)